# Axelsö

Axelsö är en ö i Gryts skärgård i norra delen av fjärden Orren. Axelsö har varit bebodd i hundratals år fram till 1990-talet. Ön hette tidigare Andrakö. Den har tidigare varit änkebostad och senare arrendegård till Engelholms herrgård.